# Piotr Hofmański
Piotr Józef Hofmański (Poznan, 6 de marzo de 1956) es un jurista polaco que actualmente se desempeña como presidente de la Corte Penal Internacional (CPI). Ha sido juez de la CPI desde marzo de 2015. Su elección a la Presidencia de la Corte Penal Internacional es por un período de tres años. Antes de su mandato como juez de la CPI, fue asesor legal y experto en el Consejo de Europa.

## Biografía
Piotr Hofmański nació en Poznań, República Popular de Polonia, el 6 de marzo de 1956. Obtuvo su maestría en derecho en la Universidad Nicolás Copérnico de Toruń en 1978. Obtuvo su título de doctor en leyes en la misma universidad en 1981. Se incorporó a la Universidad de Silesia en Katowice en 1990. Comenzó su carrera como juez en el tribunal de apelaciones de Białystok en 1994. En 1996-2015 fue juez en la Sala Penal del Tribunal Supremo de Polonia. En 1999 se desempeñó como portavoz del tribunal.
En diciembre de 2014 fue elegido juez de la Corte Penal Internacional para el período 2015-2024. Fue la primera persona de Polonia elegida para ese puesto. Prestó juramento oficialmente el 10 de marzo de 2015 junto con otros cinco jueces. En marzo de 2021 fue elegido Presidente de la Corte Penal Internacional para el período 2021-2024. Actuará con los jueces Luz del Carmen Ibáñez Carranza y Antoine Kesia-Mbe Mindua como su Vicepresidente.